# Metaxanthia aureiventris
Metaxanthia aureiventris là một loài bướm đêm thuộc phân họ Arctiinae, họ Erebidae.